# Double-Face
 (octobre 2024).
Ne doit pas être confondu avec Janus (mythologie).
Pour les articles homonymes, voir Double Face.
Harvey Dent dit Double-Face (Two-Face en anglais) est un personnage de fiction créé par Bob Kane et Bill Finger dans Detective Comics #66 en 1942.
D'abord du côté de la justice, Harvey Dent est l'un des alliés de Batman, mais après un accident, sous les traits de Double-Face (parfois appelé Pile-ou-face ou Deux-Visages selon les traductions), il devient l'un de ses principaux ennemis.

## Biographie fictive
Double-Face est l'alter ego de Harvey Dent, l'un des nombreux procureurs s’étant distingués à Gotham City. Il forme assez rapidement un pacte avec le commissaire Gordon et Batman, afin de nettoyer la métropole des malfrats qui y pullulent . À ses débuts, ce personnage a une thématique plus obsessionnelle compulsive que schizophrénique. La thématique du chiffre "2" est exploitée en premier lieu avant que les scénaristes approfondissent la psychologie de Double-Face.
À l'origine, le personnage était identifiable sous le nom de Harvey Kent. DC Comics, qui est l'éditeur des aventures de Batman et de Superman, fit altérer le nom pour éviter toute confusion avec Clark Kent, l'alter ego de Superman. En plus d'être uni au Chevalier Noir par son poste de procureur général de la ville, il entretenait une profonde amitié avec Bruce Wayne. Un criminel haut placé dans la hiérarchie mafieuse, Salvatore Maroni, qui venait d'être arrêté, voulut se venger de sa condamnation avec l'aide de l'assistant du procureur, Vernon Field. Pour ce faire, il lança de l'acide au visage de Dent qui fut à moitié défiguré. Sa schizophrénie latente se manifesta et prit alors le dessus. Dès lors, Dent ne put réprimer le besoin d'exprimer sa violence physiquement et devint l’un des criminels les plus dangereux que Gotham ait connus. L’un des traits distinctifs et constitutifs du personnage est sa pièce de monnaie qu'il utilise pour juger de la convenance de ses crimes. Si la pièce tombe sur la face rayée, il laissera alors s'exprimer ses sombres desseins. Au contraire, si c'est la face nette qui est visible, il fera le bien. Estimant que le système judiciaire est inefficace et injuste, il entretient une haine envers les avocats, juges et jurés. Plusieurs mises en scène de comics relatent de Double-Face comme d'un meurtrier en série visant des professionnels de la justice.
Dans les années 1980, Frank Miller donna un nouveau souffle à l'origine de Double-Face. Dépeignant une enfance violente et décousue, une ambivalence marquée entre ses deux personnalités, d'une lutte interne entre un désir de justice et un désir d'injustice. Le personnage devint alors une sorte de métaphore des atouts créateurs et destructeurs de la nature humaine[réf. nécessaire]. De plus, Miller approfondit le passé de Harvey Dent en le sacrant figure de proue des forces de l'ordre de Gotham, ayant grandement aidé Batman et le commissaire Gordon à leurs débuts.
Plusieurs tentatives au cours des années ont été entreprises pour reconstruire le visage de l'ex-procureur général, mais la plupart se sont soldées par des échecs. Ce dernier, toujours tourmenté par la maladie mentale, finit immanquablement par lacérer de nouveau la moitié restaurée de son visage. Cette permanence de la maladie mentale de son époux fit qu'après de multiples efforts, Gilda Grace Dent demanda le divorce.

### Biographies alternatives

#### Batman, la série animée

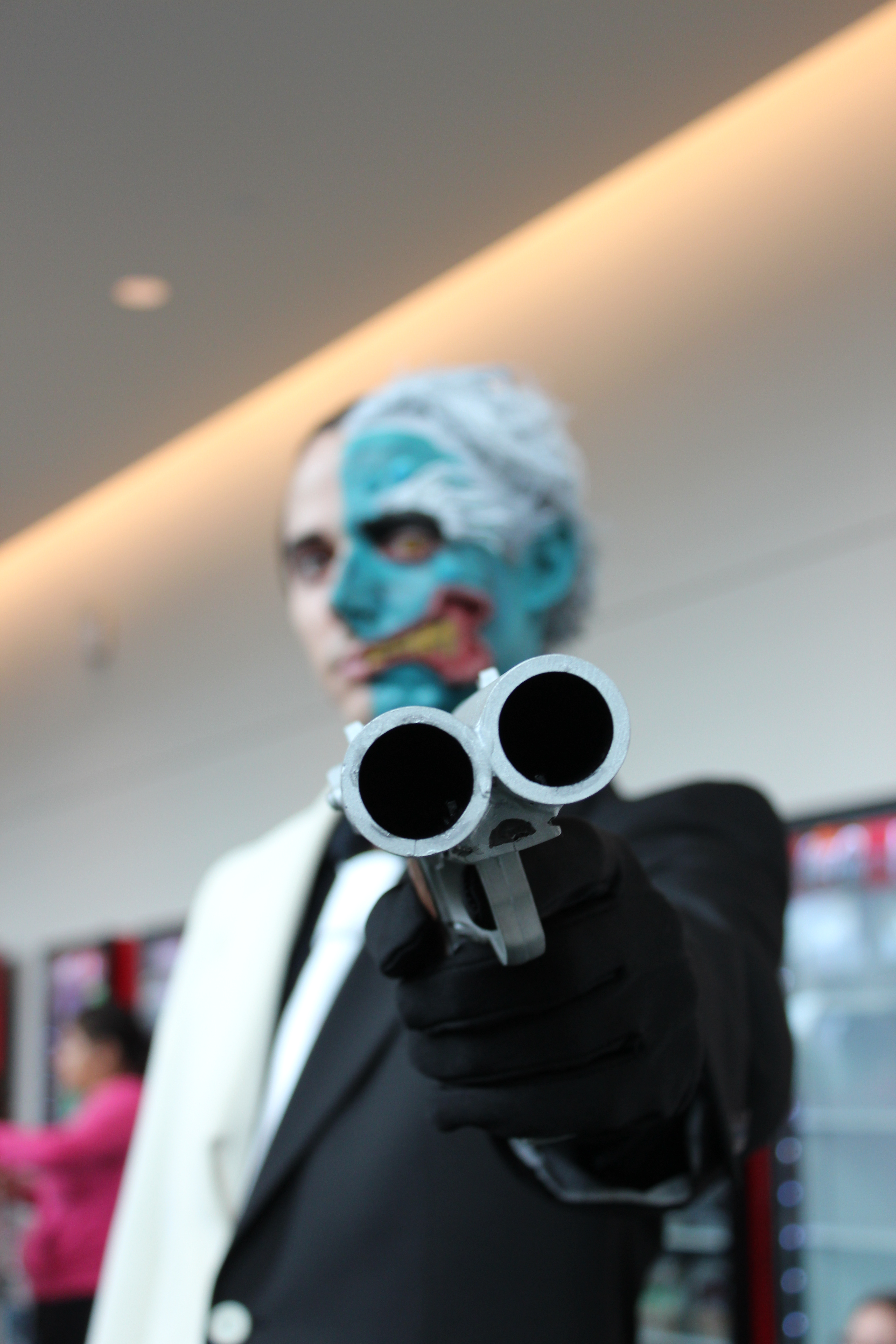
Cosplay de Double-Face d'après la série animée Batman de 1992.

Harvey Dent devient une victime de la répression constante de ses anxiétés, mais surtout de sa colère et sa violence. Il lui arrive régulièrement de laisser sa personnalité violente prendre le dessus, même en public, ce qui peut potentiellement nuire à sa carrière de procureur. Il est suivi par une psychologue, le docteur Leslie Thompkins, mais sa seconde personnalité est trop profondément ancrée dans son subconscient. Rupert Thorne, un mafieux de Gotham, menace de dévoiler son dossier médical pour le faire chanter. Mais Batman intervient et leur confrontation provoque un incident dans le complexe chimique où ils se trouvent. La moitié du visage de Dent est défigurée par une explosion et sa psyché sombre une fois pour toutes, faisant de lui le redoutable criminel Double-Face, qui croisera régulièrement la route de Batman.
Quelque temps plus tard, Harvey va à l'hôpital pour se faire opérer et retrouver son ancien visage, mais il se fait enlever. Batman enquête et cherche à savoir qui aurait pu être à l'origine de l'opération. Il découvre que l'instigateur n'était autre que la seconde personnalité de Harvey, Double-Face. Batman le neutralise et Double-Face est ramené à Arkham, accueilli par Bruce, son meilleur ami.
Plus tard encore, Harvey verra la naissance d'une troisième personnalité, incarnée par le personnage du Juge, dont la sentence s'abat sur les criminels de Gotham.

#### BatmanetBatman Forever
En 1989, le personnage d'Harvey Dent est interprété par l'afro-américain Billy Dee Williams, alors que selon le comic, le procureur Dent est blanc. Williams tentera de reprendre son rôle dans Batman Forever, mais Joel Schumacher, nouveau réalisateur de la tétralogie, lui préférera alors Tommy Lee Jones. Dans Batman (1989) de Tim Burton, Harvey Dent — pas encore défiguré — est le procureur général nouvellement élu. Il doit faire face à la pègre qui gangrène Gotham City et dont le parrain se nomme Carl Grissom, épaulé lui-même par le redoutable Jack Napier, plus connu sous le nom de Joker ; à peine Grissom est-il décédé qu'Harvey Dent est confronté à celui-ci et décide alors de s'allier au commissaire Gordon. Plus tard, il inaugure le Bat-Signal, reconnaissant ainsi en Batman un allié précieux de la police de Gotham et surtout un adepte de l'ordre établi.
Dans Batman Forever, le personnage de Double-Face, d'ordinaire sérieux, devient similaire au Joker, rigolant quoi qu'il arrive et faisant le clown dès que l'occasion se présente. Alors qu'Harvey Dent mène le procès du mafieux Salvatore Maroni, Batman tente d'arrêter le geste de ce dernier, qui s'apprête à jeter le contenu d'une fiole d'acide sur le visage du procureur. Mais dans l'élan, de l'acide atterrit tout de même sur le visage de Dent qui, autoproclamé Double-Face et envoyé à l'asile d'Arkham, croit Batman responsable de sa défiguration et franchit ainsi la ligne qui sépare le bien du mal. Dans ce film, Double-Face est le meurtrier des parents et du frère de Dick Grayson, et ainsi le créateur indirect de Robin. Celui-ci est d'ailleurs vengé, car Double-Face, ne retrouvant plus sa pièce parmi nombre d'autres, lancées par Batman, panique et trébuche de la plate-forme où il se trouve et fait une chute mortelle.

#### The Dark KnightetThe Dark Knight Rises

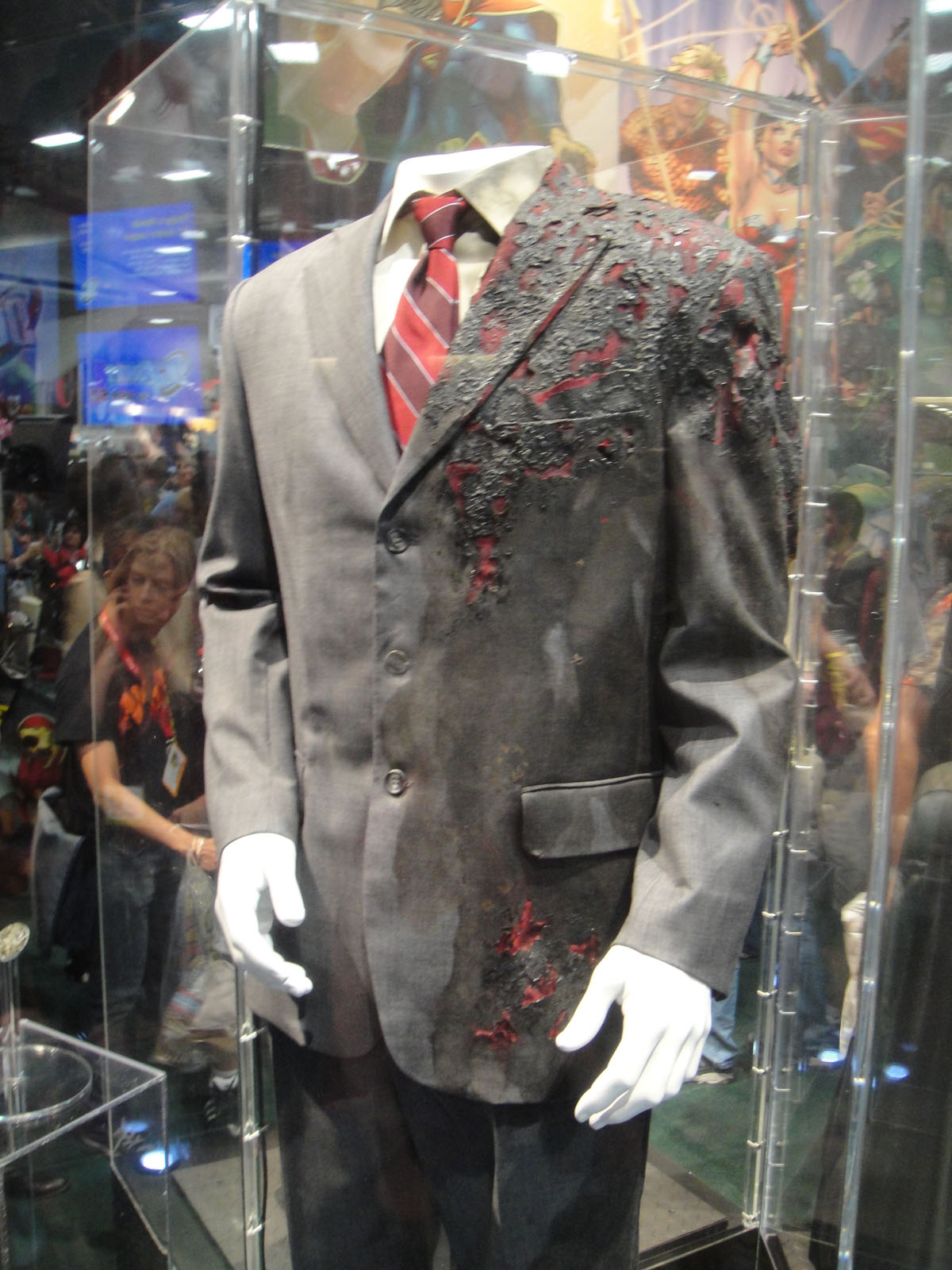
Costume de Double-Face dans The Dark Knight.

Dans The Dark Knight : Le Chevalier noir, deuxième film de la saga Batman par Christopher Nolan, Harvey Dent/Double-Face est incarné par l'acteur Aaron Eckhart. Ce dernier joue un personnage plus proche du comics que celui interprété par Tommy Lee Jones dans Batman Forever.
Dans cette nouvelle version des aventures de Batman, Harvey Dent est présenté comme un homme droit, juriste convaincu et bien décidé à laver la ville de sa pègre locale. Étant devenu nouveau procureur de Gotham, il forme une alliance avec l'inspecteur Gordon (Gary Oldman), alors à la tête de l'Unité anti-crime, ainsi qu'avec Batman. Ce dernier lui sera d'une grande aide pour passer outre aux soucis de procédure, afin d'arrêter Lao (Chin Han), PDG chinois d'une grosse multinationale et financier de la mafia de Gotham. Son arrestation permettra à Dent, au moyen de la loi Rico, d'arrêter et de faire juger la moitié des criminels de la ville en un seul procès, via leur compte commun géré par Lao.
Il se retrouvera confronté au Joker (Heath Ledger), représentation de ce nouveau mal que doit combattre Gotham City. Dent utilise souvent une pièce de monnaie truquée (comportant deux côtés « face ») pour être « maître de sa chance ».
Il est le petit ami de Rachel Dawes et, à la suite d'une réception organisée par Bruce Wayne, lui propose de se fiancer, proposition à laquelle Rachel ne saura quoi répondre. À la suite d'un diner en compagnie de Bruce Wayne, le discours de Dent sur l’héroïsme de Batman finit par convaincre ce dernier de la sincérité et de la bonté du procureur. Wayne voit désormais en lui le parfait successeur de la chauve-souris, sauveur et héros officiel de la ville de Gotham, qui combat le crime à la lumière du jour et de manière légale et non clandestinement, sous une identité masquée et à l'ombre de la population, à la manière de Batman. La détermination de Dent incite Wayne à quitter Batman, alors devenu inutile, pour ensuite se retrouver avec Rachel Dawes. Pourtant, après une conférence de presse organisée par Harvey et dont le but était de convaincre la population que faire confiance un temps à un hors-la-loi (Batman) pouvait s'avérer plus judicieux que de se soumettre aux exigences du Joker, le procureur se voit contraint de céder aux volontés des concitoyens de Gotham, qui demandent que se livre le Batman. Malgré tout, convaincu que l'homme chauve-souris a encore son rôle à jouer, il se fait passer pour Batman afin de mieux protéger celui-ci. Son plan est alors d'attirer le Joker comme un appât lors du transfert de Dent à la prison centrale (le Joker cherchant à abattre ce dernier) et de le prendre par surprise, le clown ignorant alors la véritable identité de Batman, de même que la survie de l'inspecteur Gordon. Le plan réussit et le Joker est capturé par Gordon, qui est promu commissaire pour cet exploit.
Cependant, Dent se fera enlever avec sa petite amie par le Joker, qui s'évade. Batman devra alors choisir entre sauver Rachel Dawes, son amie d'enfance, ou Harvey Dent, chacun étant enfermé dans un local différent rempli de bidons d'essence qui s'enflammeront à la fin d'un compte à rebours. Croyant trouver Rachel, il laisse la police chercher Dent et suit la piste donnée par le Joker, mais celle-ci le conduit en fait à Harvey Dent. Il sauve Harvey Dent in extremis, mais la moitié gauche de son visage, enduite de pétrole, brûle. Rachel, quant à elle, finit brûlée vive dans le local. Avant de mourir, celle-ci avoua à Dent qu'elle était prête à vivre sa vie avec lui.
Envoyé à l'hôpital, il se découvre défiguré sur la moitié du visage, tandis que sa pièce truquée possède désormais une face rayée et noircie par le feu. À partir de ce moment, il n'est plus le "chevalier blanc", comme il était surnommé, mais plutôt le spectre d'un homme déchiré par le chagrin d'avoir perdu celle qu'il aimait, Rachel Dawes, et par le désespoir de ne pouvoir venir à bout du mal qui ronge la ville. Il ne croit plus alors en sa cause, et se retranche dans sa philosophie du hasard qui frappe lorsqu'on s'y attend le moins. Il s'identifie même à l'image que les policiers se faisaient de lui lorsqu'il était aux affaires internes et qu'on le surnommait "Double-Face". Le Joker finira par lui rendre visite dans sa chambre d'hôpital et se servira de ses faiblesses et de sa colère pour le retourner contre le système et contre l'autorité qu'il incarnait pourtant autrefois. Il lui expliquera qu'il a pu enlever sa petite amie grâce à certains policiers corrompus qui sont sous le commandement de James Gordon.
Fou de rage, Double-Face part en quête de vengeance et tue la plupart des acteurs ayant permis la mort de Rachel. Ensuite, persuadé que Gordon a laissé gangrener sa police malgré ses avertissements, il décide d'enlever la famille de Gordon et donne alors rendez-vous au commissaire dans l'entrepôt où Rachel est morte. Gordon s'exécute et Double-Face commence alors à jouer au jeu du hasard avec sa pièce désormais réellement à deux faces différentes, dans le but de tuer le fils de Gordon sous ses propres yeux. Il tentera même de se suicider, mais y renoncera, la pièce étant tombée sur la bonne face. Décidé à tuer le fils de Gordon, il se fait contrer par Batman. À la suite du court affrontement entre lui et Batman, Double-Face fait une chute de plusieurs étages.
Il meurt de la chute et Batman choisit d'endosser les cinq meurtres de Double-Face, afin qu'Harvey Dent garde une image de sauveur et même de héros aux yeux du public, pour que la population ne perde pas l'espoir de triompher contre la vermine.
Dans The Dark Knight Rises, film concluant la saga amorcée par Nolan et se déroulant huit ans après la mort de Dent, la mémoire du procureur reste intacte. Un jour férié a été institué en son honneur, ainsi qu'une loi, permettant de faire régner l'ordre dans Gotham après avoir mis la pègre et d'autres malfrats derrière les barreaux de Blackgate. La ville est en paix et Batman n'est plus réapparu depuis la nuit fatidique. Le commissaire Gordon, chargé de lire un discours en la mémoire de Harvey Dent, veut dévoiler la vérité, mais y renonce au dernier moment, estimant qu'il n'est pas encore temps pour cela. La menace de Bane obligera le chevalier noir à revenir, et il sera de nouveau traqué par la police, et surtout par le commissaire adjoint Peter Foley qui veut venger la mort du procureur. Finalement, Bane, qui s'est emparé du discours du commissaire, révèle à Gotham le vrai visage de Dent, pour semer le chaos. Harvey Dent apparaît également sous forme de flashbacks ou photos tout au long du film.

#### Prenez garde à Batman!
Dans la série d'animation Prenez garde à Batman !, Harvey est un procureur particulièrement haineux envers Batman et cherche à le faire arrêter malgré l'efficacité des actions du Chevalier noir. Il va donc s'allier à Anarky en secret et laisser carte blanche au truand manipulateur, jusqu'à ce qu'il soit pris pour cible par Deathstroke. Lors d'un combat entre Batman et Deathstroke, Dent est touché par les flammes de l'explosion de l'entrepôt d'armes des forces spéciales dédiées à la capture de Batman. Grièvement brûlé au visage, il commence dès lors à s'exprimer au pluriel en parlant de lui-même, employant « nous » au lieu de « je », trahira Anarky et quittera la vie publique, montrant ainsi les premiers signes de sa transformation en Double-Face.

#### Gotham(série télévisée de 2014)
Dans la série Gotham, Harvey Dent est un jeune avocat, récemment promu assistant du procureur, qui viendra en aide à l'inspecteur Gordon dans son enquête sur l'assassin des Wayne. Il fait preuve déjà de sautes d'humeur soudaines et violentes.

#### Flashpoint(comics)
Il n'a jamais été "Double-Face", au contraire de son homologue, mais il est un juge.

#### Batman: Gotham by Gaslight
Il n'est même pas défiguré, au contraire de son homologue.

#### Joker: Folie à deux
Dans Joker : Folie à deux (2024) de Todd Phillips, Harvey Dent est incarné par Harry Lawtey. Substitut du procureur en 1983, il participe au procès d'Arthur Fleck, alias Joker, pour ses crimes commis deux ans auparavant. À la tête de l'accusation, il fait appel à plusieurs témoins (un docteur, l'ancienne assistante sociale, l'ancienne voisine et l'ancien collègue d'Arthur) pour démontrer que Fleck a agi en pleine conscience. Au dernier jour du procès, alors que le jury commence à déclarer l'accusé coupable des différents chefs d'inculpations et qu'une agitation s'empare de la salle d'audience, une voiture piégée explose devant le palais de justice, détruisant le mur extérieur de la salle. De nombreuses personnes sont tuées ou blessées, dont Dent qui a des plaies sur une moitié du visage. Arthur parvient quant à lui à s'échapper du tribunal.

## Description

### Physique
Selon ses apparitions, la couleur de la face défigurée de son visage a souvent changé. Elle était à l'origine verte avec les cheveux bleus, ensuite violette avec les cheveux blancs, puis les cheveux violets aussi. Dans la série animée de 1992, le côté du visage défiguré était bleu et les cheveux blancs, et d'autres parties du corps (comme la main gauche) étaient également bleues. Dans le film The Dark Knight, cette face est tout simplement la chair située en dessous de la peau brûlée.

### Personnalité
La double personnalité est présente depuis toujours chez Harvey Dent. Elle a longtemps été associée au fait que son père le détestait et le battait le plus souvent possible, mais dans la série Batman : Jekyll & Hyde de Paul Jenkins, Jae Lee et Sean Phillips, les véritables raisons du traumatisme sont données.

## Passé
Lors de sa jeunesse, Harvey Dent avait un frère de deux ans son aîné, Murray. Ce dernier était un véritable garnement, auteur d'actes de pyromanie, involontairement aidé de son jeune et sage frère. Un jour, Murray et Harvey étaient dans leur salon, quand Murray eut l'idée d'enflammer l'un des rideaux. Le rideau prit feu, ainsi que toute la pièce. Le jeune Harvey Dent, pris de panique, s'enfuit immédiatement du salon et le ferma à clé pour se protéger en laissant son frère agoniser dans les flammes, l'insultant pendant qu'Harvey pleure et suce son pouce de peur.
À la suite de cette tragédie insupportable pour la famille Dent, sa mère se suicida et le père commença alors à détester le pauvre et innocent Harvey. Il "jouait" souvent à pile ou face avec Harvey. Si la pièce était tombée sur pile, Harvey serait épargné, mais son père lui dit d'un ton menaçant qu'il a eu de la chance ; cependant si la pièce était tombée sur face, le pauvre Harvey était battu comme plâtre. Ce qu'il ignorait, c'est que la pièce avait deux faces. C'est cette pièce que Double-Face utilise (cadeau de son père dans Un long Halloween).
Dans une autre aventure, il avoua qu'il partage son corps avec l'esprit de Murray, celui-ci représentant alors Double-Face tandis qu'Harvey Dent, ou du moins ce qu'il en reste, n'est que la pauvre victime sans cesse à la merci des insultes et des agissements de sa double personnalité. La mini-série Les tourments de Double-Face se termine par la tentative de suicide d'Harvey devant les yeux d'un Batman surpris et bouleversé.

## Création du personnage

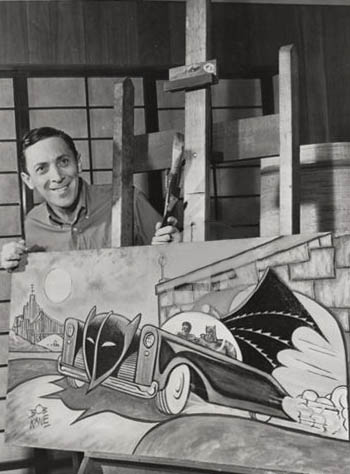
Bob Kane en 1966.

L'un des créateurs, Bob Kane, explique dans son autobiographie que le personnage s'inspire de deux modèles. Le premier est le docteur Jekyll/Mister Hyde du film de Rouben Mamoulian de 1931, Docteur Jekyll et M. Hyde, lui même inspiré du livre du même nom. Le second est un personnage de la bande dessinée pulp Black Bat (en) : un avocat, rendu aveugle par un jet d'acide dans un tribunal.
Son existence est la conséquence d'une explosion, d'un jet d'acide ou encore d'une expérience ratée. La suite est une séquelle, un dédoublement de personnalité, qui le mène à commettre des meurtres.

### À propos du nom
Double-Face se fait aussi appeler Pile-ou-Face, Deux-Visages, ou encore Deux-Faces, selon les traductions françaises.

## Œuvres où le personnage apparaît

### Comics
- 1986 : Dark Knight (Édition Panini Comics, Dessins et scénario : Frank Miller) : Harvey Dent a environ 60 ans, son visage n'est plus défiguré grâce à la chirurgie du docteur Bartholomew Wolper, mais l'opération ne fait pas disparaître les vieux démons d'Harvey.
- 1996 : Un long Halloween (Batman: The Long Halloween) de Jeph Loeb et Tim Sale : Harvey Dent s'associe avec Batman et Gordon pour combattre la pègre à Gotham, mais le jeune procureur sera défiguré par Salvatore Maroni en plein procès.
- 2002 : Batman : Amère victoire (Édition Semi Comics, Dessins : Tim Sale, Scénario : Jeph Loeb) : Harvey Dent n'existe plus, Double face est né et compte bien se venger de ses ennemis.
- 2002 : Batman : Silence (Batman: Hush) de Jeph Loeb et Jim Lee : Harvey Dent a retrouvé son visage grâce au docteur Thomas Elliot, il semble guéri et veut à tout prix reforger l'alliance qu'il avait faite avec Batman et Gordon.
- 2003 : Gotham Central#6-10 : Pour moitié (Half a Life).
- 2006 : Face the Face (Édition DC Comics, scénario : James Robinson) : Après avoir repris la cape du chevalier noir pendant un an, Harvey Dent cède la place à Bruce Wayne. Ses démons intérieurs ressurgissent et il se défigure lui-même pour redevenir Double-face.
- 2008 : Les tourments de Double Face (Jekyll & Hyde #1-6).
- 2011 : Flashpoint (comics) : Il est l'homologue qui n'a jamais été Double Face.
- 2017 : All Star Batman - Tome 1 : Mon Pire Ennemi.

### Jeux vidéo
- Batman: The Animated Series
- The Adventures of Batman and Robin
- Batman: Chaos in Gotham
- Lego Batman, le jeu vidéo[4]
- Batman : L'Alliance des héros (VF : Patrick Bethune)
- DC Universe Online (VF : Pierre Tessier)
- Lego Batman 2: DC Super Heroes
- Batman Arkham City (VF : Jerome Pauwels)
- Injustice : Les dieux sont parmi nous : personnage non jouable
- Batman Arkham Knight (VF : Jerome Pauwels)
- Lego Dimensions : apparaît comme l'un des ennemis de Batman alliés à Lord Vortech
- Batman: A Telltale Games Series
- Lego DC Super-Villains

### Séries animées
- 1992-1995 : Batman (VO : Richard Moll ; VF : Hervé Bellon, Hervé Caradec)
- 1997-1999 : Batman (The New Batman Adventures) (VO : Richard Moll ; VF : Hervé Bellon)
- 2008 - 2011 : Batman : L'Alliance des héros (Batman: The Brave and the Bold) (VO : James Remar ; VF : Michel Vigné)
- 2013 - 2014 : Prenez garde à Batman ! (Beware the Bat!) (VF : Jérôme Pauwels)
- 2016 : La Ligue des justiciers : Action (VF : Jérôme Pauwels)
- 2019 : Harley Quinn (VO : Andy Daly)

### Séries télévisées
- 2014-2016 : Gotham, de Bruno Heller, avec Nicholas D'Agosto
- 2023 : Gotham Knights, de Chad Fiveash et James Stoteraux, avec Misha Collins

### Cinéma
- Batman, de Tim Burton (1989), avec Billy Dee Williams (VF : Hervé Caradec / VQ : Hubert Gagnon)
- Batman Forever, de Joel Schumacher (1995), avec Tommy Lee Jones (VF : Claude Giraud)
- Batman et Robin, de Joel Schumacher (1997) : son costume peut être aperçu dans l'asile d'Arkham dans la salle des preuves. Quand Bane prend possession du costume de Mr. Freeze pour aller lui donner, il se trouve avec les costumes de L'Homme-Mystère et la marionnette Scarface.
- The Dark Knight : Le Chevalier noir, de Christopher Nolan (2008), avec Aaron Eckhart (VF : Constantin Pappas)
- The Dark Knight Rises, de Christopher Nolan (2012), avec Aaron Eckhart (images d'archive)
- Joker : Folie à deux, de Todd Phillips (2024), avec Harry Lawtey (VF : Juan Llorca)

### Vidéofilms d'animation
- Batman : Année Un (Sam Liu, 2011), adapté du comics Batman : Année Un, de Frank Miller, avec Robin Atkin Downes (VF : Jean-François Vlérick).
- Batman, The Dark Knight Returns, réalisé par Jay Oliva (2012), avec Wade Williams (VF : Jérôme Pauwels), adapté du comics Batman: Dark Knight, de Frank Miller.
- Batman : Assaut sur Arkham (Jay Oliva, 2014) : le personnage apparaît brièvement (L'histoire se déroule après Batman: Arkham Origins et avant Batman: Arkham Asylum).
- Batman: The Killing Joke (film) (Sam Liu, 2016) : le personnage est montré en voulant récupérer sa fameuse pièce. Il gratte à la porte de sa cellule pour tenter de l'attraper.
- Batman Unlimited : Machines contre Mutants (Curt Geda, 2016) : le personnage apparaît brièvement dans l'asile d'Arkham.
- Lego Batman, le film, réalisé par Chris McKay (2017), avec Billy Dee Williams.
- Batman Ninja (Junpei Mizusaki, 2018) (VF : Maurice Decoster).
- Batman vs. Teenage Mutant Ninja Turtles (Jake Castorena, 2019).
- Justice League vs the Fatal Five.
- Lego DC Batman: Family Matters.
- Batman: The Long Halloween (Chris Palmer, 2021).

### Court-métrage
- World's Finest ou Superman/Batman, de Sandy Collora avec Michael Antonik.